# World of Our Own
World of Our Own là album phòng thu thứ ba của ban nhạc nam người Ireland Westlife, phát hành 12 tháng 11 năm 2001.
Album leo lên vị trí #1 ở Vương quốc Anh trong đó có đĩa đơn "Uptown Girl" (Anh), "When You're Looking Like That" (Anh), "Queen of My Heart", "World of Our Own", và "Bop Bop Baby".
"Angel", một ca khúc nguyên gốc của Sarah McLachlan (với một video âm nhạc và chỉ phát hành dạng đĩa ở Đài Loan), "I Wanna Grow Old With You", "If You're Heart's Not In It", "Evergreen" (sau đó được cover bởi Will Young), đều đã được chơi trên sóng phát thanh Philippines.
Album đã được phát hành lại với album Coast To Coast dưới dạng một hộp nhạc vào ngày 25 tháng 1 năm 2005.

## Danh sách bài hát
| STT | Tên bài                             | Viết bởi                                                                                    | Thời lượng |
| --- | ----------------------------------- | ------------------------------------------------------------------------------------------- | ---------- |
| 1   | "Queen of My Heart"A                | McLaughlin, Robson, Mac, Hector                                                             | 4:20       |
| 2   | "Bop Bop Baby"A                     | McFadden, Filan, Murphy, O'Brien                                                            | 4:23       |
| 3   | "I Cry"A                            | Jörgen Elofsson, Per Magnusson, David Kreuger                                               | 4:12       |
| 4   | "Uptown Girl"A, B                   | Billy Joel                                                                                  | 3:06       |
| 5   | "Why Do I Love You"A, F             | Jörgen Elofsson, Per Magnusson, David Kreuger                                               | 3:40       |
| 6   | "I Wanna Grow Old With You"A        | McFadden, Filan, Egan                                                                       | 4:08       |
| 7   | "When You're Looking Like That"A, B | Andreas Carlsson, Max Martin                                                                | 3:52       |
| 8   | "Evergreen"A                        | Jörgen Elofsson, Per Magnusson, David Kreuger                                               | 4:04       |
| 9   | "World of Our Own"A                 | Mac, Hector                                                                                 | 3:32       |
| 10  | "To Be Loved"A                      | Mac, Hector                                                                                 | 3:20       |
| 11  | "Drive (For All Time)"A             | Mac, Hector                                                                                 | 3:28       |
| 12  | "If Your Heart's Not In It"A        | Steve Kipner, Andrew Frampton                                                               | 4:20       |
| 13  | "When You Come Around"A             | K. Egan, N. Byrne, R. Stannard, J. Gallagher, A. Howes, M. Harrington                       | 3:42       |
| 14  | "Don't Say It's Too Late"A          | McFadden, Filan, Romdhane, Larossi                                                          | 4:12       |
| 15  | "Don't Let Me Go"A                  | N. Byrne, K. Egan, R. Stannard, J. Gallagher, A. Howes, M. Harrington, S. Murphy, D. Morgan | 3:30       |
| 16  | "Walk Away"A                        | Pelle Nylén, Per Magnusson, David Kreuger, Andreas Carlsson                                 | 3:59       |
| 17  | "Love Crime"A                       | McFadden, Filan, Romdhane, Larossi                                                          | 3:17       |
| 18  | "Imaginary Diva"A                   | Feehily, Byrne, Egan                                                                        | 3:41       |
| 19  | "Angel"A, E                         | Sarah McLachlan                                                                             | 4:21       |
| 20  | "Bad Girls"B, C, D                  | A. Romdhane, C. Lieberman, J. Larossi, S. Kotecha                                           | 3:22       |
| 21  | "I Promise You That"D               |                                                                                             | 3:35       |

Ghi chú
- A Đây là những danh sách nhạc hoàn chỉnh của World Of Our Own và đã được phát hành ở châu Á, v.v…
- B "Uptown Girl", "When You're Looking Like That" và "Bad Girls" đã được thêm vào danh sách bài hát ở Anh/Ireland chỉ riêng ở số 4, 7 và 20
- C "Bad Girls" đã được thêm vào danh sách bài hát ở châu Âu
- D "Bad Girls" và "I Promise You That" đã được thêm vào danh sách bài hát ở Nhật
- E "Angel" chỉ bị xoá khỏi danh sách bài hát ở Canada
- F "Why Do I Love You" chỉ được xoá khỏi danh sách nhạc ở Trung Quốc.

### Bonus AVCD (deluxe edition châu Á)
Ở Trung Quốc, nó chứa một cuốn lịch năm 2001 của ban nhạc & một cuốn sách nhỏ chứa lời của tất cả các bài hát, và được dịch sang tiếng Trung.
Multiplex Karaoke Videoclips:
1. Dữ liệu định dạng - không chơi được
2. "My Love"
3. "Uptown Girl"
4. "What Makes a Man"
5. "I Lay My Love on You"
6. "Queen of My Heart"
7. "World of Our Own"
8. "Angel"
9. "Bop Bop Baby"

Các track nhạc:
1. "Bop Bop Baby (Almighty Radio Edit)"
2. "Bad Girls"
3. "I Promise You That"
4. "My Private Movie"
5. "Don't Get Me Wrong"
6. "Crying Girl"
7. "You Don't Know"
8. "Reason For Living"

## Xếp hạng
| Bảng xếp hạng (2001–2002)           | Vị trí cao nhất |
| ----------------------------------- | --------------- |
| Album Úc (ARIA)                     | 80              |
| Album Áo (Ö3 Austria)               | 9               |
| Album Bỉ (Ultratop Vlaanderen)      | 8               |
| Album Đan Mạch (Hitlisten)          | 3               |
| Album Hà Lan (Album Top 100)        | 10              |
| Album Pháp (SNEP)                   | 141             |
| Album Đức (Offizielle Top 100)      | 8               |
| Album Iceland (Tonlist)             | 1               |
| Album Ireland (IRMA)                | 1               |
| Album Ý (FIMI)                      | 68              |
| Album Nhật Bản (Oricon)             | 18              |
| Album Malaysia (IFPI)               | 3               |
| Album New Zealand (RMNZ)            | 3               |
| Album Na Uy (VG-lista)              | 7               |
| Album Scotland (OCC)                | 1               |
| Album Nam Phi (RISA)                | 19              |
| Album Thụy Điển (Sverigetopplistan) | 1               |
| Album Thụy Sĩ (Schweizer Hitparade) | 19              |
| Album Anh Quốc (OCC)                | 1               |

| Bảng xếp hạng (2022) | Vị trí cao nhất |
| -------------------- | --------------- |
| Album Ireland (IRMA) | 31              |

| Bảng xếp hạng (2001)                | Vị trí |
| ----------------------------------- | ------ |
| Album Hà Lan (Album Top 100)        | 92     |
| Album Ireland (IRMA)                | 3      |
| Album Thụy Điển (Sverigetopplistan) | 7      |
| Album Anh quốc (OCC)                | 12     |

| Bảng xếp hạng (2002)                | Vị trí |
| ----------------------------------- | ------ |
| Album Áo (Ö3 Austria)               | 40     |
| Album Hà Lan (Album Top 100)        | 92     |
| Album Đức (Offizielle Top 100)      | 33     |
| Album New Zealand (RMNZ)            | 10     |
| Album Thụy Điển (Sverigetopplistan) | 54     |
| Album Anh quốc (OCC)                | 53     |

## Chứng nhận
| Quốc gia                                                                           | Chứng nhận  | Số đơn vị/doanh số chứng nhận |
| ---------------------------------------------------------------------------------- | ----------- | ----------------------------- |
| Áo (IFPI Áo)                                                                       | Vàng        | 20.000*                       |
| Đan Mạch (IFPI Đan Mạch)                                                           | Bạch kim    | 50.000^                       |
| Đức (BVMI)                                                                         | Vàng        | 250.000^                      |
| Hà Lan (NVPI)                                                                      | Vàng        | 40.000^                       |
| New Zealand (RMNZ)                                                                 | 2× Bạch kim | 30.000^                       |
| Na Uy (IFPI)                                                                       | Bạch kim    | 50.000*                       |
| Thụy Điển (GLF)                                                                    | Bạch kim    | 80.000^                       |
| Thụy Sĩ (IFPI)                                                                     | Vàng        | 20.000^                       |
| Anh Quốc (BPI)                                                                     | 4× Bạch kim | 1.200.000^                    |
| Tổng hợp                                                                           |             |                               |
| Châu Âu (IFPI)                                                                     | 2× Bạch kim | 2.000.000*                    |
| * Chứng nhận dựa theo doanh số tiêu thụ. ^ Chứng nhận dựa theo doanh số nhập hàng. |             |                               |